# Bryoptera distincta
Bryoptera distincta är en fjärilsart som beskrevs av W. Warren 1905. Bryoptera distincta ingår i släktet Bryoptera och familjen mätare. Inga underarter finns listade i Catalogue of Life.